# Tibioplus diversus
Tibioplus diversus là một loài nhện trong họ Linyphiidae.
Loài này thuộc chi Tibioplus. Tibioplus diversus được Ludwig Carl Christian Koch miêu tả năm 1879.